# Vienna Open 2000
Il Vienna Open 2000, noto anche come Bank Austria Tennis Trophy per motivi di sponsorizzazione, è stato un torneo di tennis giocato sul cemento indoor.
È stata la 26ª edizione del Vienna Open, faceva parte della categoria International Series Gold nell'ambito dell'ATP Tour 2000 e si è giocato al Wiener Stadthalle di Vienna in Austria, dal 9 al 15 ottobre 2000.

## Vincitori

### Singolare maschile
Tim Henman ha battuto in finale  Tommy Haas con il punteggio di 6–4, 6–4, 6–4

### Doppio maschile
Evgenij Kafel'nikov /  Nenad Zimonjić Jirí Novák /  David Rikl con il punteggio di 6–4, 6–4